# Ivan Danielsson
Carl Ivan Danielsson, född 13 augusti 1880, död 21 juli 1963, var en svensk diplomat.

## Biografi

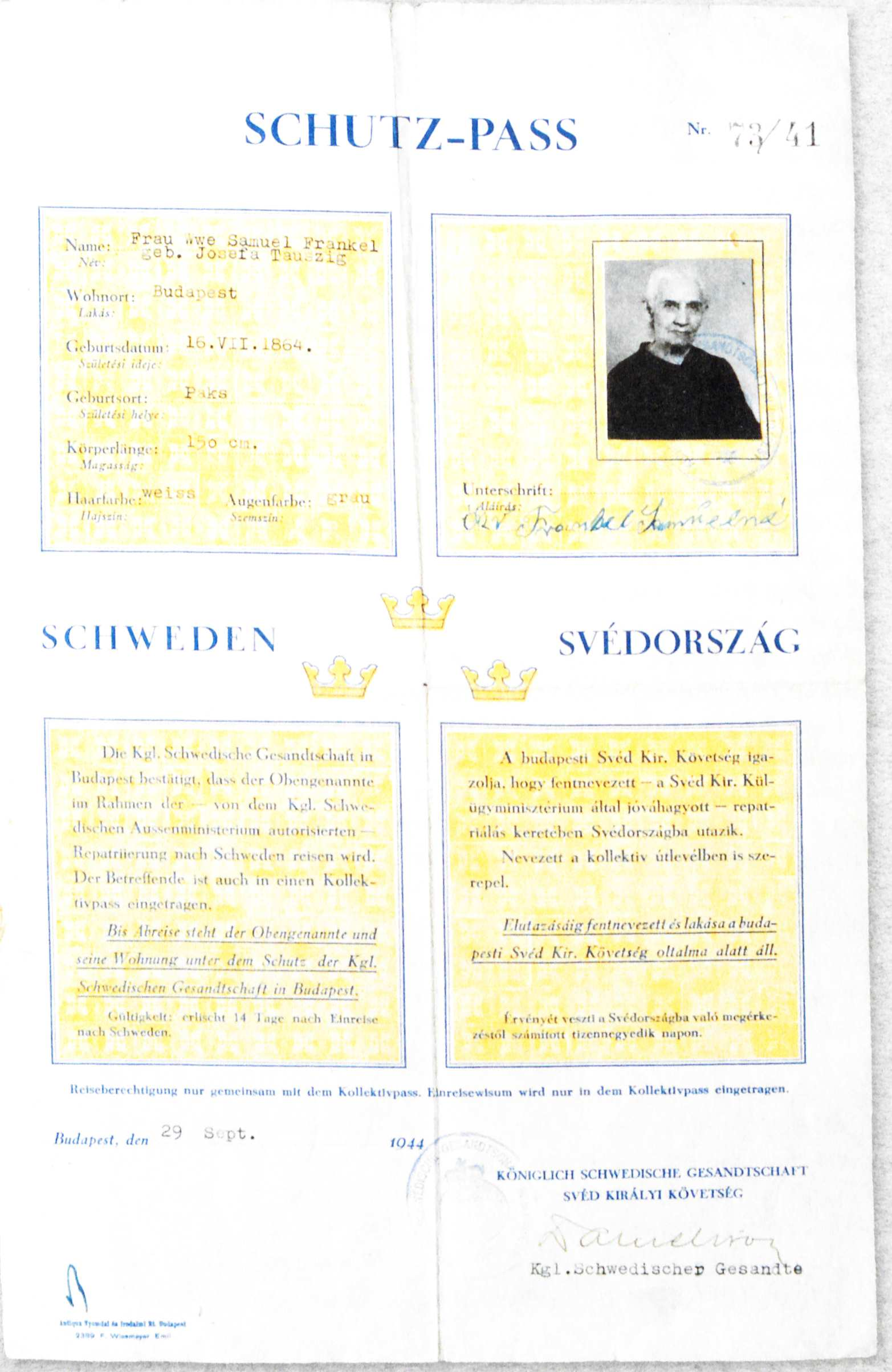
Schutzpass für Josefa Frankel, 29. September 1944

Danielsson gick i diplomattjänst 1903, var chargé d'affaires i Warszawa 1919–1920, envoyé i Madrid och Lissabon 1921–1924 samt även ackrediterad i Wien och Budapest 1922–1924. Mellan 1925 och 1937 var han åter minister i Madrid och Lissabon. Han var envoyé i Kairo 1937–1942.
Ivan Danielsson var 1942–1945 under andra världskriget envoyé och chef för den svenska delegationen i Budapest fram till strax före röda arméns befrielse av staden. Han var ytterst ansvarig för legationens ansträngningar under bland andra  Valdemar Langlet, Per Anger, Raoul Wallenberg och Lars G:son Berg att rädda judiska liv från förföljelser och dödande av tyska SS och ungerska pilkorsare. För detta tilldelades han postumt 1982 Rättfärdig bland folken.

## Utmärkelser

### Svenska utmärkelser
- Konung Gustaf V:s jubileumsminnestecken med anledning av 70-årsdagen, 1928.[1]
- Kommendör med stora korset av Nordstjärneorden, 17 november 1931.[2]
- Kommendör av första klassen av Nordstjärneorden, 6 juni 1923.[3]
- Riddare av Nordstjärneorden, 1915.[4]

### Utländska utmärkelser
- Riddare av första klassen av Badiska Zähringer Löwenorden, senast 1909.[5]
- Riddare av Belgiska Kronorden, senast 1915.[6]
- Kommendör av andra graden av Danska Dannebrogorden, senast 1915.[6]
- Riddare av Danska Dannebrogorden, senast 1909.[5]
- Första klassen av Egyptiska Nilorden, senast 1940.[7]
- Riddare av Franska Hederslegionen, senast 1909.[5]
- Storkorset av Grekiska Fenixorden, senast 1950.[8]
- Riddare av Monacos Karl den heliges orden, senast 1909.[5]
- Storkorset av Nederländska Oranien-Nassauorden, senast 1947.[9]
- Storofficer av Polska Polonia Restituta, senast 1925.[10]
- Storkorset av Portugisiska Kristusorden, senast 1925.[10]
- Riddare av tredje klassen av Ryska Sankt Annas orden, senast 1909.[5]
- Riddare av Spanska Karl III:s orden, senast 1908.[11]
- Storkorset av Spanska Isabella den katolskas orden, senast 1925.[10]
- Storkorset av Spanska Sjöförtjänstorden, senast 1931.[1]
- Storofficer av Tyska örnens orden, senast 1945.[12]
- Första klassen av Ungerska förtjänstkorset, senast 1931.[1]
- Storkorset av Österrikiska Hederstecknet, senast 1931.[1]